# Heinz Dunkhase
Heinz Dunkhase (* 30. Dezember 1928; † 3. August 1987 in Hamburg) war ein deutscher Regisseur. 

## Leben
Heinz Dunkhase machte eine Schauspielausbildung und kam 1948 zum NWDR. Für den Hamburger Sender, den späteren NDR, produzierte er Hörfunkreihen wie Unterhaltung für alle, Adrian und Alexander, Die Schallplatten-Illustrierte und Peters Bastelstunde.
Seinen größten Erfolg hatte Dunkhase mit der Aufzeichnung des bekannten Silvester-Sketches Dinner for One, den er 1963 in den NDR-Studios in Hamburg drehte. Er hatte gemeinsam mit Peter Frankenfeld den englischen Schauspieler Freddie Frinton in einem Variété-Theater in Blackpool entdeckt und zu Frankenfelds Samstagabend-Show Guten Abend, Peter Frankenfeld nach Hamburg eingeladen. Einige Zeit nach der Livesendung wurde der Sketch im Studio B des NDR aufgezeichnet.
Heinz Dunkhases Vater war Gewürzgroßhändler in Hamburg und starb am 15. Juli 1941 durch die erste Bombe auf Hamburg, die das Elternhaus traf. 
Er begann seine berufliche Laufbahn als Schauspieler im damaligen Jungen Theater in Hamburg, dem heutigen Ernst-Deutsch-Theater. Ab 1948 arbeitete er für den NWDR, den späteren NDR, nicht nur als Hörfunkregisseur, sondern auch als Autor, Redakteur und Regisseur für das NDR-Fernsehen in Reihen wie Hallo Nachbarn, sehr vielen Folgen von Fritz Muliar erzählt jiddische Witze und Anekdoten für das 3. Fernsehprogramm usw. Außerdem entstanden unter seiner Regie und als Co-Autor von Hans-Günter Martens 30 Folgen Die Abenteuer des braven Soldaten Schwejk mit Fritz Muliar.

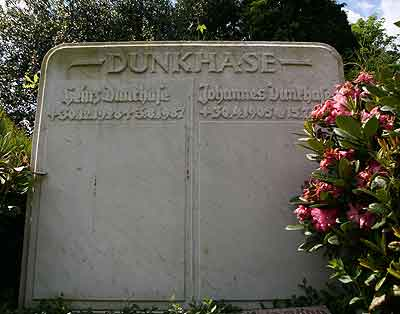
Das Grab von Heinz Dunkhase

Im Hörfunk entwickelte Heinz Dunkhase 1971 die ersten großen Live-Magazine, die zuerst an Feiertagen, nach dem Erfolg auch an allen Ferienwochenenden 7 1⁄2 Stunden live mit Hellmut Lange als Moderator gesendet wurden. Unzählige weitere Sendereihen und Sendungen sind ihm zu verdanken. Dunkhase starb Anfang August 1987 an Krebs; er liegt auf dem Mennonitenfriedhof Hamburg-Altona begraben.

## Filmografie (Auswahl)
- 1962: Magiculum (Fernsehfilm)
- 1963: Selten so geweint (Fernsehfilm)
- 1963: Dinner for One
- 1963: Glashauskomödie (Fernsehfilm)